# NGC 2775
NGC 2775 (المعروفه أيضا باسم كالدويل 48) هي مجرة حلزونية مع هيكل حلقة بارز تقع في كوكبة السرطان. هذه المجرة لديها انتفاخ ودوامة متعددة والتي يمكن الكشف عن عدد قليل من المناطق مما يعني تشكيل النجوم مؤخرا. اكتشفها ويليام هيرشل في 1783.
NGC 2775 هي المجرة الأبرز في مجموعة المجرة الصغيرة المعروفة باسم NGC 2775 وهي جزء من عنقود مجرات العذراء العظيم جنبا إلى جنب مع المجموعة المحلية. يوجدأعضاء آخرين من مجموعة NGC 2775 تشمل NGC 2777 و UGC 4781.
حدث المستعر الأعظم الوحيد من نوع Ia في 23 سبتمبر 1993 هو من ذلك العام في حجم 13.9. وقد بلغ ذروته في أربعة أسابيع.

## صور

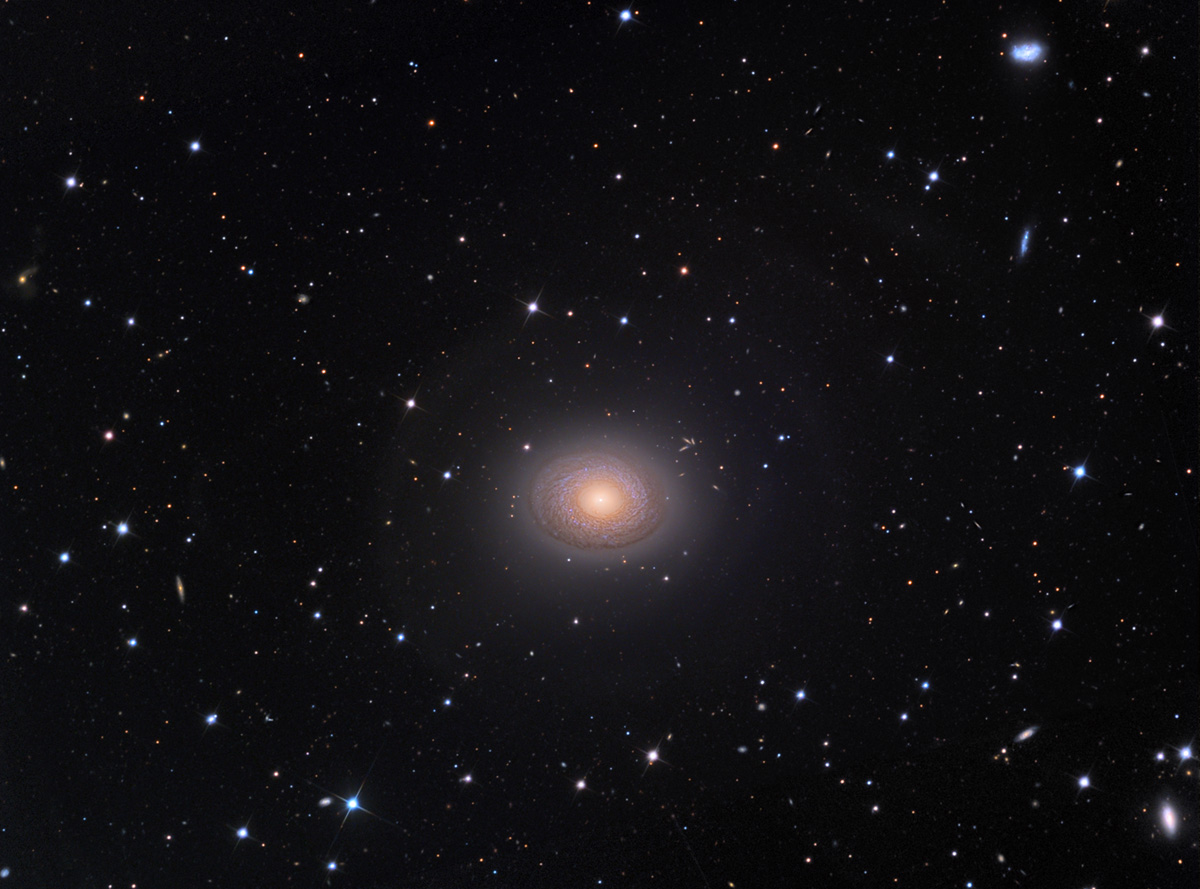
NGC 2775
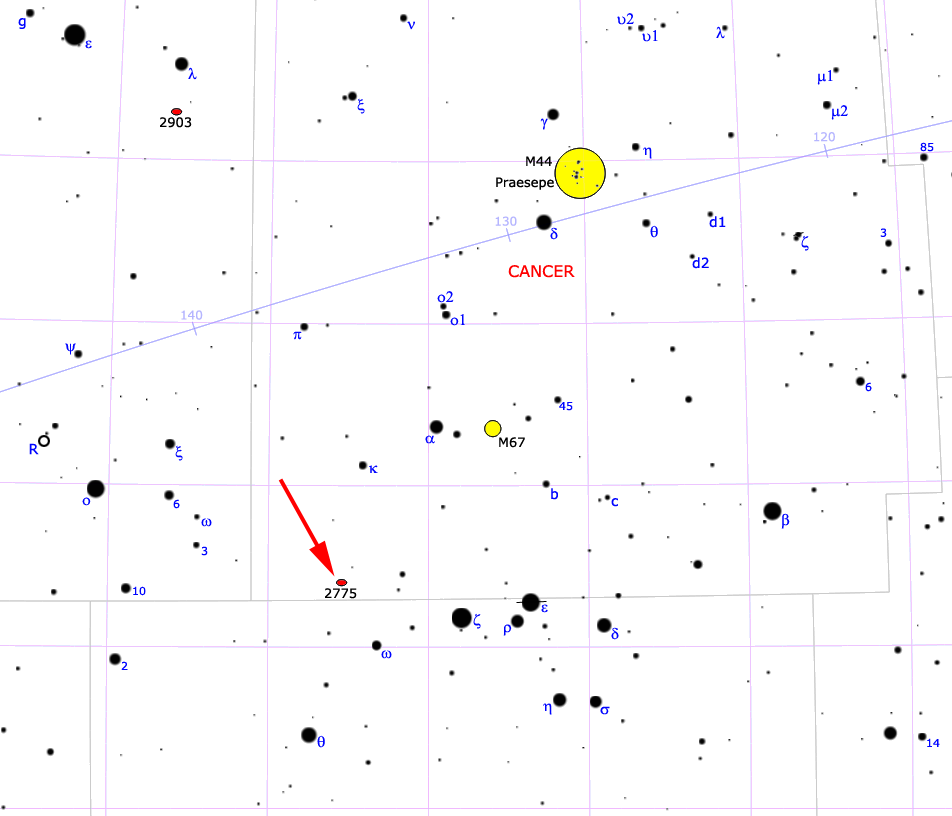
NGC 2775

## وصلات خارجية
- NGC 2775 على موقع ويكي سكاي: DSS2, SDSS, GALEX, IRAS, Hydrogen α, X-Ray, Astrophoto, Sky Map, Articles and images